# Anne Helene Gjelstad
Anne Helene Gjelstad (* 9. května 1956 v Oslo) je norská fotografka a módní designerka. Jako fotografka pracuje hlavně s portréty, módními a dokumentárními snímky, ale také s fotografiemi interiérů a životního stylu.

## Život a dílo
V roce 1982 začala studovat uměleckou akademii Statens håndverks- og kunstindustriskole. Poté si zřídila vlastní módní studio pro navrhování a výrobu exkluzivních modelů. Více než pět let provozovala v Estonsku vlastní výrobnu pro norský a mezinárodní trh.
V roce 2009 absolvovala dvouletý kurz digitální fotografie severské školy fotografie Bilder Nordic School of Photography. Zúčastnila se též semináře s lektory jako Morten Krogvold, Mary Ellen Mark, Joyce Tenneson a William Ropp.
V roce 2009 spolupracovala po určitou dobu ve studiu Mary Ellen Mark v New Yorku.

## Výstavy
Společné výstavy:
- Stå ikkje dær å frys, Det norske teatret, Oslo, prosinec 2008
- På en tråd, Sandvika, Bærum, srpen 2009
- Fotografiets dag, Preus Photo Museum, srpen 2009
- Oaxaca XV exhibition, kurátorka Mary Ellen Marková – Centro Fotografico Alvarez Bravo; Mexico 12. března – 31. května 2011

Samostatné výstavy:
- SCAPES - Norské děti, mládež a příroda: Putovní výstava v Estonsku na pozvání norského velvyslanectví v Tallinnu v roce 2010 a 2011[1]
  - Tallinn: Deco Galerii, 11. – 29. května 2010
  - Tõstamaa: Tõstamaa Secondary School, červen 2010
  - Haapsalu: Haapsalu City Hall, 3. – 31. srpna 2010
  - Pärnu: Villa Artis Galerii, září 2010
  - Narva: Narva Main Library, podzim 2010
  - Elva: Tartu County Museum, leden 2011
  - Hiiumaa: Kärdla Culture Centre, 4. – 21. března 2011
- SCAPES - Norské děti, mládež a příroda, Fotografiens Hus, Oslo, březen 2011
- Big heart, strong hands - a portrait of the older women on Kihnu and Manija islands; Estonia, Kihnu museum, duben 2011

## Ocenění
- Vítězka zlatého ocenění v kategorii Photographers Project in Gullsnitt 2010 za snímky starých žen v Kihnu a Manilaidu v Estonsku.[2]

- Roční ocenění Norské Asociace fotografů v roce 2008,[3] 2009[4] a 2011.

## Knihy
- Alt om maskinstrikking, 1994, ISBN 82-7774-003-4 (norsky)
- Norsk Strikkedesign: A Collection from Norway's Foremost Knitting Designers (co-writer), 2002
- SCAPES - Norské děti, mládež a příroda
- Lekre masker og lekne sting, foto, Gyldendal Norsk Forlag, 2013, ISBN 978-82-05-43137-9
- Vakker strikk til alle årstider, photo, Gyldendal Norsk Forlag, 2014, ISBN 978-82-05-46852-8
- Big Heart, Strong Hands, text in English and Norwegian, Dewi Lewis Publishing, 2020, ISBN 978-1-911306-56-6